# 阴蒂脚
阴蒂脚（英語：clitoral crura, clitoral crus）是指两个勃起组织，合并一起形成一个V字形，位于阴蒂体，在分叉点上与阴蒂海绵体相交。阴蒂脚的根部与耻骨弓毗邻，与前庭球连接。阴蒂脚侧面与尿道、尿道海绵体、阴道、耻骨相连。
在性唤起中，和其他阴蒂组织一样，阴蒂脚也会充血。
阴蒂脚被薄薄的坐骨海绵体肌覆蓋著，在阴道与尿道之间的會陰膜下方。

## 相关
- 阴茎脚